# Liste der Monuments historiques in Verrières-de-Joux
Die Liste der Monuments historiques in Verrières-de-Joux führt die Monuments historiques in der französischen Gemeinde Verrières-de-Joux auf.

## Liste der Objekte
| Bezeichnung | Beschreibung          | Standort                          | Kennzeichnung | Schutzstatus | Datum | Bild |
| ----------- | --------------------- | --------------------------------- | ------------- | ------------ | ----- | ---- |
| Kanzel      | Holz, 18. Jahrhundert | in der Kirche St-Sébastien (Lage) | PM25001415    | Classé       | 1942  |      |
| Glocke      | Bronze, 1745 gegossen | in der Kirche St-Sébastien (Lage) | PM25001416    | Classé       | 1942  |      |